# James Spaulding
James Spaulding (30 juli 1937 i Indianapolis Indiana) er en amerikansk altsaxofonist og fløjtenist.
Spaulding har spillet med Sun Ra, Lee Morgan, Bobby Hutcherson, Wayne Shorter, Sam Rivers, Larry Young, Pharoah Sanders etc. 
Han har lavet omkring ni plader som leder af egne grupper.